# Hiob Bandmann
Hiob Bandmann (weltlicher Name John Lionel Bandmann; * 29. August 1982 in Berlin) ist Bischof von Stuttgart, Vikarbischof der deutschen Diözese der Russischen Orthodoxen Kirche im Ausland und Igumen des Klosters zum Hl. Hiob von Počaev in München.

## Leben
John Bandmann trat 2003 als Novize in das Kloster zum Hl. Hiob von Počaev in München ein. Er studierte bis 2009 Orthodoxe Theologie an der Ludwig-Maximilians-Universität München. Im Juni 2012 wurde er zum Mönch geschoren. Bereits seit 2006 Lektor, erhielt er die Weihe zum Mönchsdiakon 2016. Am 10. September 2018 wurde er zum Priestermönch geweiht und am 18. Oktober 2020 in den Rang eines Igumen erhoben. Die Bischofsweihe folgte am 10. Dezember 2021 in der Kathedrale des Zeichens (Snamenie), New York unter dem Vorsitz des Ersthierarchen der ROKA, Ilarion (Kapral).
Bandmann war für mehrere Jahre an der Gestaltung der Fachzeitschrift des Instituts für Orthodoxe Theologie Orthodoxes Forum und ist aktuell beim Diözesanmagazin Westnik/Der Bote beteiligt.
Im Jahr 2022 promovierte er mit einer Dissertation über Antworten auf das Leid. Aspekte des Theodizee-Problems im Neuen Testament bei Konstantin Nikolakopoulos und Daniel Benga.

## Schriften (Auswahl)
- Antworten auf das Leid. Aspekte des Theodizee-Problems im Neuen Testament. 1. Auflage. Edition Logos, Imprint der Edition Hagia Sophia, Wachtendonk 2022, ISBN 9783963211355.